# Hadena pallidior
Hadena pallidior là một loài bướm đêm trong họ Noctuidae.